# سنت گورو-شیشیا

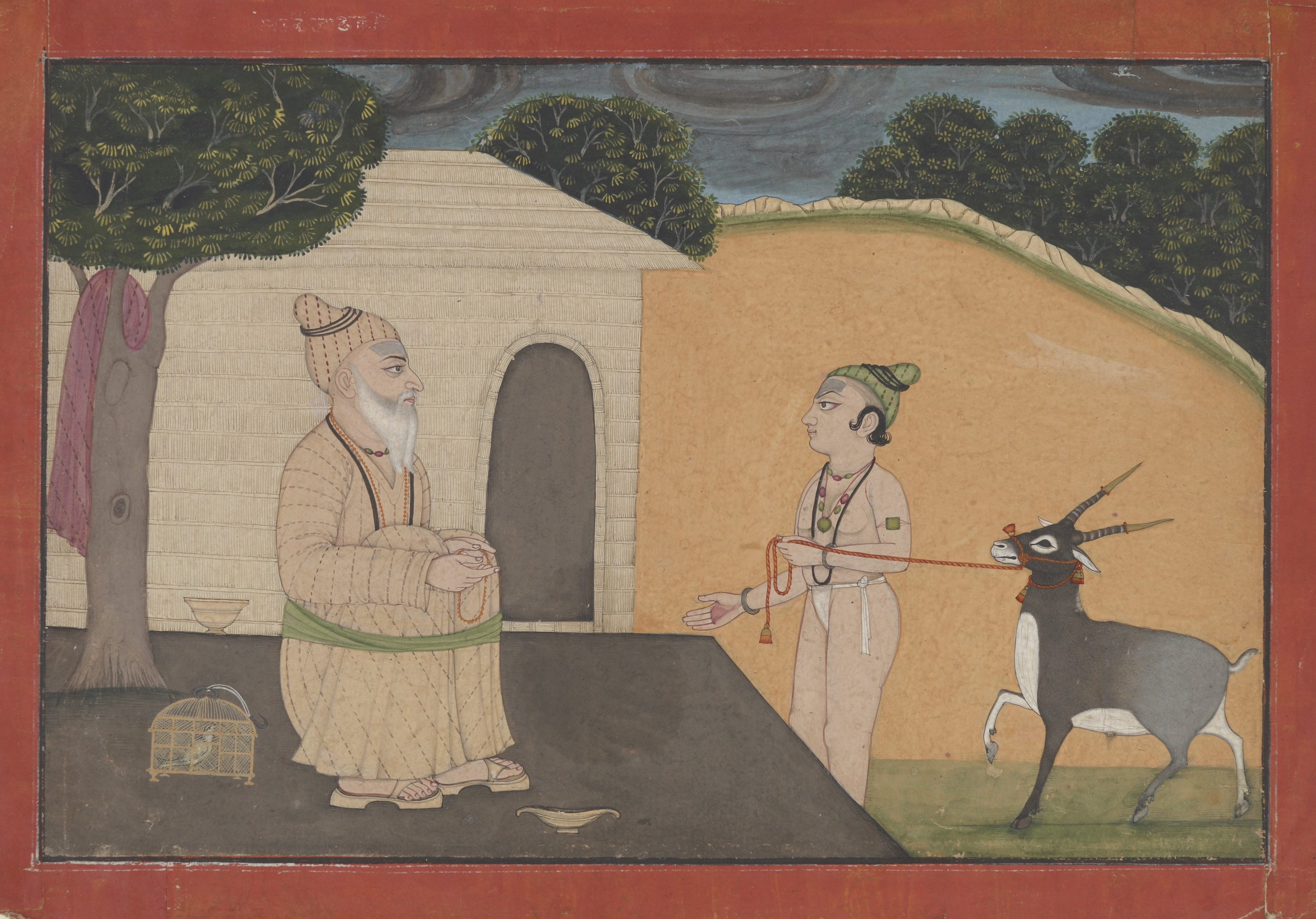
رابطه سنتی مرید و مرشد. نقاشی آبرنگ، تپه‌های پنجاب، هند، ۱۷۴۰ میلادی.

سُنَّتِ گورو - شیشیا یا پارامپارا، به مجموعه ای از آموزگاران و شاگردان در ادیان هندی از جمله در هندوئیسم، جین، سیک و بودایی‌گری (مورد آخر در سنت‌های تبتی و ذن) گفته می‌شود. 
هر پارامپارا متعلق به سامپرادایای خاصی است و ممکن است گوروکولاهای مخصوص به خود را برای آموزش داشته باشد و ممکن است در آخارا، گومپا، ماتاس، ویهارا یا معابد باشد. 
این سنت در واقع ارتباط معنوی و راهنمایی یک گورو یا لاما (سانسکریت: गुरु همگی به معنی مرشد یا پیرِ طریقت) با یک یا چند شیشیا، شرامانا (سالک)، یا چلاس (پیرو) (سانسکریت: शिष्य همگی به معنی مرید یا شاگرد) است. دانشی که بین گورو و شیشیا تبادل می‌شود، اعم از آگاما، معنویت، کتاب مقدس، معماری، موسیقی، هنر یا هنرهای رزمی می‌باشد و میان اساتید و شاگردان نسل به نسل منتقل می‌شود.